# روبرت غويليم
روبرت غويليم (بالإنجليزية: Robert Gwilym)‏ هو ممثل بريطاني، ولد في 2 ديسمبر 1956 في المملكة المتحدة.

## أعمال

### أفلام
- (1987) هروب من سوبيبور

## وصلات خارجية
- روبرت غويليم على موقع IMDb (الإنجليزية)
- روبرت غويليم على موقع ميوزك برينز (الإنجليزية)
- روبرت غويليم على موقع قاعدة بيانات الفيلم (الإنجليزية)